# OpenSolaris
OpenSolaris o OpenSolaris OS era un progetto open source nato il 31 gennaio 2005 per lo sviluppo del sistema operativo Solaris. È terminato a seguito dell'acquisizione di Sun da parte di Oracle. Si basava in gran parte sul codice di Solaris, da cui derivavano i sorgenti del kernel, dei protocolli di rete, delle librerie e di molte altre parti. Il codice di OpenSolaris per le piattaforme SPARC, x86 e x64 è stato rilasciato sotto licenza CDDL (Common Development and Distribution License).

## Descrizione
OpenSolaris è anche il nome della defunta distribuzione ufficiale di Sun basata sullo stesso codice e frutto di Project Indiana. Uno dei padri di Project Indiana è Ian Murdock, fondatore della distribuzione GNU/Linux Debian. La prima release di OpenSolaris "OS" fu la 2008.05, pubblicata il 5 maggio 2008, mentre l'ultima release è stata la 2009.06, prima che il progetto venisse chiuso.

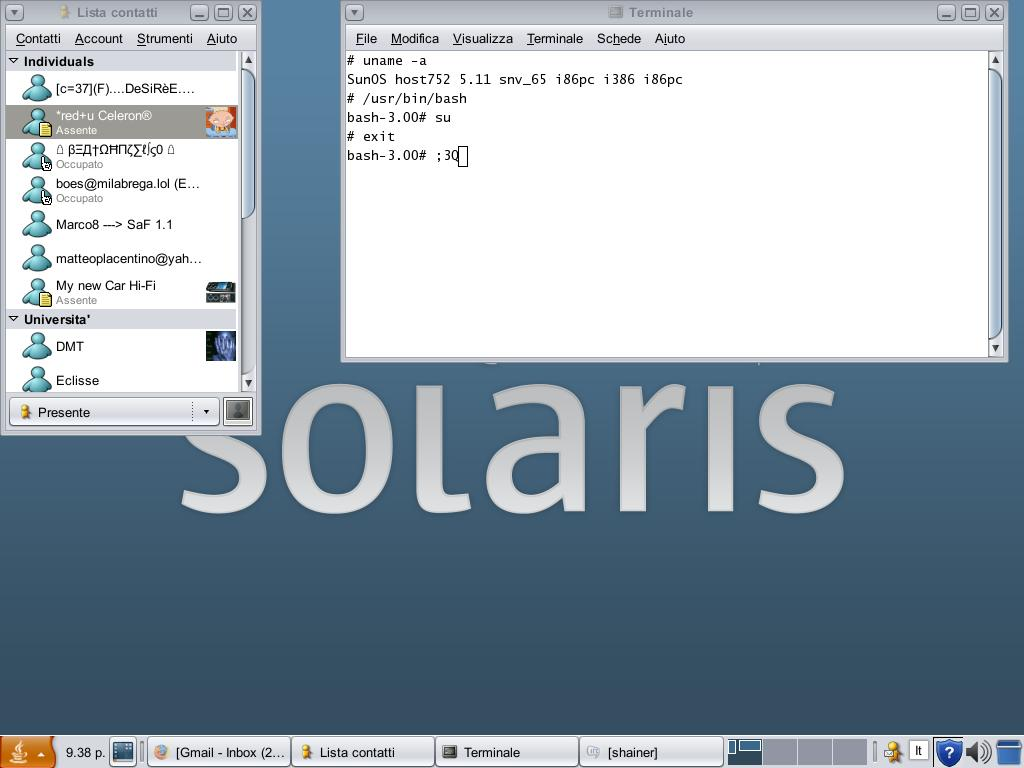
Screenshot di OpenSolaris

OpenSolaris è stato il primo sistema operativo a integrare il nuovo ZFS come file system di default, salvaguardando le attività operative grazie al roll-back istantaneo e alle funzioni di checksum continuative che permettono agli utenti di collaudare idee e innovazioni. La funzione Dynamic Tracing (DTrace) offre capacità di osservazione pervasiva e sicura sui sistemi di produzione per velocizzare lo sviluppo e l'ottimizzazione di applicazioni basate sullo stack AMP/MARS. Inoltre, con Solaris Containers è possibile costruire applicazioni "predisposte" per la virtualizzazione che possono essere implementate su oltre 1.000 sistemi, da macchine singole fino a sistemi multi-CPU e multi-core, senza dover temere malfunzionamenti dovuti all'integrazione di software di terze parti.
OpenSolaris include funzionalità tese a rendere questo sistema operativo, appartenente alla famiglia Unix, più familiare agli utenti di Linux. Tali caratteristiche consistono principalmente in un'interfaccia grafica basata su GNOME, nelle utility e nella shell Bash di GNU, e in un gestore di pacchetti, chiamato IPS (Image Packaging System), simile all'APT (Advanced Packaging Tool) di Debian e dotato di front-end grafico. IPS è stato pensato per integrarsi con il file-system ZFS, e per fornire funzionalità di rollback per il ripristino di uno stato precedente del file-system.

## Distribuzioni

### Ufficiali
- OpenSolaris, caratterizzata da semplicità d'uso (ispirata ad Ubuntu[senza fonte]) e con un gestore dei pacchetti sullo stile Debian
- Solaris Express Community Edition

### Non ufficiali
- BeleniX, la prima distribuzione OpenSolaris non Sun ad essere rilasciata (ha a disposizione come ambienti grafici KDE e Xfce)
- OpenIndiana, progetto seguito dalla fondazione Illumos
- NexentaOS, con GNOME come ambiente grafico di default
- Schillix, senza ambiente grafico di default
- marTux, per piattaforma SPARC